# ولسوالی کوزکنر
کوز-کُنَر (پشتو: کوز کونړ) یا خیوه (پشتو: ښیوه یک وُلسوالی (شهرستان) در شمال ولایت ننگرهار افغانستان در کنار رود کُنَر است. کوزکنر یکی از ولسوالی‌های امن ننگرهار به‌شمار می‌رود که بسیاری از خارجی‌ها برای بازدید از بازسازی اجتماعی، زراعی و زیرساختی این منطقه به آنجا می‌روند. جمعیت آن که ۷۵ درصد پشتون هستند در سال ۲۰۰۲ حدود ۱۶۷۶۴۰ نفر تخمین زده شد که از این تعداد ۳۲٬۰۰۰ نفر کودکان زیر ۱۲ سال بودند. این شهر همچنین زادگاه سعید احمد، بازیکن سوئدی کریکت است.

## تاریخ
در حمله اردیبهشت ۱۳۹۹، یک بمب‌گذاری انتحاری در ولسوالی کوزکنر در مراسم تشییع جنازه شیخ اکرم، فرمانده سابق نیروی پلیس این ولسوالی، که یک روز پیش از آن بر اثر سکته قلبی درگذشت، روی داد. در این انفجار ۳۲ نفر کشته و ۱۳۳ نفر زخمی شدند. عبدالله ملکزی، یکی از اعضای شورای ولایتی ننگرهار، در این حمله کشته شد، در حالی که پدرش، ملک قیس نور آغا، نماینده مجلس زخمی شد. دولت اسلامی عراق و شام – ولایت خراسان (داعش – خیبر پختونخوا) مسئولیت این حمله را بر عهده گرفت. با این حال، دولت افغانستان مدعی شد که طالبان و شبکه حقانی وابسته به آن پشت این حمله بودند.